# Earlham
Earlham és una població dels Estats Units a l'estat d'Iowa. Segons el cens del 2000 tenia 1.298 habitants.

## Demografia
Segons el cens del 2000, Earlham tenia 1.298 habitants, 491 habitatges, i 352 famílies. La densitat de població era de 516,7 habitants/km².
Dels 491 habitatges en un 39,1% hi vivien nens de menys de 18 anys, en un 61,9% hi vivien parelles casades, en un 7,7% dones solteres, i en un 28,3% no eren unitats familiars. En el 24,8% dels habitatges hi vivien persones soles el 13,8% de les quals corresponia a persones de 65 anys o més que vivien soles. El nombre mitjà de persones vivint en cada habitatge era de 2,59 i el nombre mitjà de persones que vivien en cada família era de 3,11.
Per edats la població es repartia de la següent manera: un 29,5% tenia menys de 18 anys, un 7,1% entre 18 i 24, un 32,7% entre 25 i 44, un 17,4% de 45 a 60 i un 13,3% 65 anys o més.
L'edat mediana era de 33 anys. Per cada 100 dones de 18 o més anys hi havia 91,4 homes.
La renda mediana per habitatge era de 42.917 $ i la renda mediana per família de 54.519 $. Els homes tenien una renda mediana de 32.262 $ mentre que les dones 24.896 $. La renda per capita de la població era de 20.659 $. Entorn del 0,9% de les famílies i el 3,8% de la població estaven per davall del llindar de pobresa.

## Poblacions més properes
El següent diagrama mostra les poblacions més properes.